# Intel Management Engine

Кольца привилегий архитектуры x86. ME иногда условно относят к кольцу −3, режимы System Management Mode — к кольцу −2, а гипервизор — к кольцу −1. Каждый из перечисленных режимов имеет больше привилегий, чем ядро ОС

Intel Management Engine Interface (IMEI или Intel ME) — автономная подсистема, встроенная почти во все чипсеты процессоров Intel с 2008 года. Она состоит из проприетарной прошивки, исполняемой отдельным микропроцессором. Так как чипсет всегда подключен к источнику тока (батарейке или другому источнику питания), эта подсистема продолжает работать, даже когда компьютер отключен. Intel заявляет, что ME необходима для обеспечения максимальной производительности. Точный принцип работы по большей части не документирован, а исходный код обфусцирован с помощью кода Хаффмана, таблица для которого хранится непосредственно в аппаратуре, поэтому сама прошивка не содержит информации для своего раскодирования. Главный конкурент Intel, компания AMD, также встраивает в свои процессоры аналогичную систему AMD Secure Technology (раньше называвшуюся Platform Security Processor) начиная с 2013 года.
Management Engine часто путают с Intel AMT. Технология AMT основана на ME, но доступна только для процессоров с технологией vPro. AMT позволяет владельцу удалённо администрировать компьютер, например, включать или выключать его, устанавливать операционную систему. Однако ME устанавливается с 2008 года на все чипсеты Intel, вне зависимости от наличия на них vPro. В то время как технология AMT может быть отключена, нет официально документированного способа отключить ME.
В ME было найдено несколько уязвимостей. 1 мая 2017 года компания Intel подтвердила наличие уязвимости удалённого повышения привилегий (SA-00075) в Management Technology. Каждая платформа Intel с установленным Intel Standard Manageability, Intel Active Management Technology или Intel Small Business Technology от Nehalem (2008 год) до Kaby Lake (2017 год) имеет уязвимость в ME, которую можно использовать удалённо. Были найдены несколько путей неавторизованного выключения ME, которые могут сорвать выполнение функций ME. Дополнительные критические уязвимости, затрагивающие большое число компьютеров с прошивками, включающими ME, Trusted Execution Engine (TXE) и Server Platform Services (SPS) от Skylake (2015 год) до Coffee Lake (2017 год), были подтверждены Intel 20 ноября 2017 года (SA-00086). В отличие от SA-00075, они присутствуют, даже если AMT отключён, не входит в поставку или ME отключён одним из неофициальных методов.

## Внутреннее устройство

### Аппаратная часть
Начиная с ME 11 в основе лежит 32-битный x86-совместимый микроконтроллер Minute IA с запущенной на нём операционной системой MINIX 3. Состояние ME хранится в разделе шины SPI с использованием файловой системы EFFS (Embedded Flash File System). Предыдущие версии базировались на RISC-ядре ARC с использованием операционной системы реального времени ThreadX от компании Express Logic. Версии ME от 1.x до 5.x использовали ARCTangent-A4 (только 32-битные инструкции), тогда как в версиях от 6.x до 8.x использовался более новый ARCompact (смешанная 32- и 16-битная архитектура набора команд). Начиная с ME 7.1 процессор ARC мог выполнять подписанные Java-апплеты.
ME имеет свой MAC-адрес и IP-адрес для своего дополнительного интерфейса с прямым доступом к контроллеру Ethernet. Каждый пакет Ethernet-трафика переадресуется в ME даже до достижения операционной системы хоста, причём такое поведение поддерживается многими контроллерами, настраиваемыми по протоколу MCTP. ME также взаимодействует с машиной через интерфейс PCI. В Linux взаимодействие машины и ME происходит через устройство /dev/mei.
Начиная с процессоров на микроархитектуре Nehalem ME обычно интегрируется в северный мост материнской платы. На новых архитектурах Intel (начиная с Intel 5 Series) ME встроен в Platform Controller Hub.

### Прошивка
Согласно терминологии Intel на 2017 год, ME — один из наборов микропрограмм системы Converged Security and Manageability Engine (CSME). До AMT версии 11 CSME назывался Intel Management Engine BIOS Extension (Intel MEBx).
Также было обнаружено, что прошивка ME версии 11 использует MINIX 3.

## Уязвимости

### Отключение ME
Обычными способами отключить ME невозможно. Тем не менее, было обнаружено несколько недокументированных и потенциально рискованных методов для этого. Эти методы не поддерживаются Intel. Архитектура безопасности ME предполагает предотвращение отключения, поэтому возможность такого отключения считается уязвимостью. Например вирус, используя возможность несанкционированного отключения, способен лишить компьютер части функций, ожидаемых конечным пользователем, таких как воспроизведение медиа с техническими средствами защиты авторских прав. Однако критики ME не воспринимают это как уязвимость.
Строго говоря, ни один из методов не способен полностью отключить ME, так как без ME невозможна загрузка процессора. Все известные методы просто заставляют ME вскоре после загрузки перейти в неправильное состояние, в котором невозможно выполнение ни одной функции ME. ME продолжает быть подключенным к источнику питания, и встроенный в ME микропроцессор продолжает исполнять код.

#### Недокументированные методы

##### Нейтрализация прошивки
В 2016 году проект me_cleaner обнаружил, что проверка подлинности ME может быть взломана. ME должен определять нарушение подлинности прошивки и в случае провала проверки принудительно выключать компьютер через 30 минут. Это предотвращает работу скомпрометированной системы и позволяет владельцу исправить проблему путём загрузки подлинной версии прошивки. Как было установлено проектом, можно сделать неавторизованные изменения в прошивке ME таким образом, чтобы заставить ME перейти в ошибочное состояние, не позволяющее запустить принудительное выключение, даже если большая часть прошивки была перезаписана.

##### Режим «High Assurance Platform»
В августе 2017 года компания Positive Technologies опубликовала метод отключения ME через недокументированный встроенный режим. Компания Intel подтвердила, что ME содержит возможность для государственных органов, таких как АНБ, переключения в режим высокодоверенной платформы (High-Assurance Platform, HAP) сразу после загрузки. Этот режим выключает все функции ME. Он авторизован для использования только государственными органами и предполагается только для машин, произведённых для них. Однако оказалось, что в большинстве продаваемых на рынке компьютеров можно включить этот режим. Манипуляции с битом HAP были быстро встроены в проект me_cleaner.

#### Коммерческое отключение ME
В конце 2017 года несколько производителей ноутбуков объявили о своих намерениях поставлять ноутбуки с отключенным Intel ME:
- Компания Purism, SPC потребовала у Intel продавать процессоры без ME или же опубликовать исходный код ME, называя его «угрозой для цифровых прав пользователей»[30]. В марте 2017 года компания Purism сообщила[31], что нейтрализовала ME путём удаления большей части исполняемого кода из флеш-памяти. Позже, в октябре 2017 года, компания сообщила[32], что новые партии основанных на Debian ноутбуков линейки Librem будут выпускаться с нейтрализованным (через стирание большей части кода из флеш-памяти, как и сообщалось ранее), а также дополнительно выключенными через бит HAP модулями ME. Были выпущены обновления для существующих ноутбуков Librem.
- System76 анонсировала в ноябре 2017 года[33] о своих планах отключить ME в новых и текущих основанных на Ubuntu машинах через HAP-бит.

#### Эффективность против уязвимостей
Ни один из двух обнаруженных методов отключения ME не способен быть эффективной контрмерой против уязвимости SA-00086. Причина этого в том, что уязвимость находится в модуле ME, загружаемом на раннем этапе и необходимом для загрузки основного процессора.

### Руткиткольца −3
Руткит кольца −3 был представлен исследователями Invisible Things Lab для чипсета Q35; он не работает для более нового чипсета Q45, так как Intel реализовал дополнительные меры защиты. Эксплойт действовал посредством переотображения защищённого в нормальных условиях региона памяти (верхние 16 МБайт ОЗУ), зарезервированного для ME. ME-руткит мог быть установлен независимо от наличия AMT, так как чипсет всегда содержит ARC-сопроцессор ME. Обозначение «−3» было выбрано потому, что сопроцессор ME активен, даже когда система находится в спящем режиме (состояние S3), следовательно, он считается более низкоуровневым, чем руткиты System Management Mode. Для уязвимого чипсета Q35 Патриком Стевином (Patrick Stewin) был продемонстрирован отслеживающий нажатия клавиш ME-руткит.

### SA-00075
В мае 2017 года компания Intel подтвердила, что многие компьютеры с AMT содержат незакрытую критическую уязвимость повышения привилегий (CVE-2017-5689). Уязвимость, которую сообщившие о ней компании Intel исследователи назвали «Silent Bob is Silent», затрагивает множество ноутбуков, компьютеров и серверов, продаваемых компаниями Dell, Fujitsu, Hewlett-Packard (Hewlett Packard Enterprise и HP Inc. после разделения), Intel, Lenovo и, возможно, других. Исследователи заявили, что ошибка затрагивает системы, произведённые в 2010 году и позднее. Некоторые сообщают, что ошибка также распространяется на системы, произведённые ещё в 2008 году. По описаниям, уязвимость позволяет удалённым злоумышленникам получить:

полный контроль над уязвимыми машинами, включая возможность читать и изменять всё что угодно. Она может быть использована для установки персистентых злонамеренных программ (возможно в прошивку) и для чтения и изменения любых данных.
Оригинальный текст (англ.)full control of affected machines, including the ability to read and modify everything. It can be used to install persistent malware (possibly in firmware), and read and modify any data.
— Tatu Ylönen

### SA-00086
Через несколько месяцев после обнаружения предыдущей уязвимости и последовавших предупреждений EFF компания Positive Technologies заявила о разработке работающего эксплойта. 20 ноября 2017 года компания Intel подтвердила обнаружение серьёзных брешей в Management Engine, Trusted Execution Engine и Server Platform Services и выпустила критическое обновление («critical firmware update»). Практически каждый компьютер на базе Intel, выпущенный в последние несколько лет, включая большинство серверов и домашних компьютеров, уязвим и может быть скомпрометирован, хотя не все потенциальные пути использования уязвимости точно известны. Проблему нельзя исправить на уровне операционной системы, и необходимо обновление прошивки материнской платы (BIOS, UEFI), что предположительно займёт некоторое время у производителей.

## Подозрения в наличии бэкдора
Критики, такие как Фонд электронных рубежей (EFF) и эксперт по безопасности Damien Zammit, обвиняют ME в наличии бэкдора . Zammit отмечает, что ME имеет полный доступ к памяти (безо всякого ведома на то родительского ЦПУ); имеет полный доступ к TCP/IP-стеку и может посылать и принимать пакеты независимо от операционной системы, обходя таким образом её файрволл.
Компания Intel ответила, что «Intel не встраивает бэкдоров в свои продукты, и они не дают Intel контроля или доступа к вычислительной системе без явного разрешения конечного пользователя».

Intel не разрабатывает и не будет разрабатывать бэкдоров для доступа к своим продуктам. Последние отчёты, заявляющие об обратном, основаны на неверной информации и абсолютно ложны. Intel не предпринимает попыток понизить безопасность своих технологий.
Оригинальный текст (англ.)Intel does not and will not design backdoors for access into its products. Recent reports claiming otherwise are misinformed and blatantly false. Intel does not participate in any efforts to decrease security of its technology.

## Реакции
Компания Google, по состоянию на 2017 год, пыталась избавиться от проприетарных прошивок на своих серверах и обнаружила, что технология ME является препятствием на пути к этому.

### Реакция производителей процессоровAMD
Вскоре после исправления уязвимости SA-00086 производители материнских плат для процессоров AMD стали поставлять обновления BIOS, позволяющие отключить часть функций AMD Secure Technology, схожей с Intel ME подсистемы.